# مارك باترسون (لاعب كريكت أسترالي)
مارك باترسون (15 نوفمبر 1966 في أستراليا - ) (بالإنجليزية: Mark Patterson)‏ هو لاعب كريكت أسترالي.

## وصلات خارجية
- مارك باترسون على موقع إي آس بي آن كريك إنفو (الإنجليزية)